# 太陽が見てるから
『太陽が見てるから』（たいようがみてるから、英題：The sun in the sky）は、橘いずみの3枚目のオリジナル・アルバム。1994年1月12日にSony Recordsから発売された。規格品番はSRCL 2811。

## 解説
『どんなに打ちのめされても』に続き橘いずみが全楽曲を書き、本作からは編曲に参加し、音楽プロデューサー兼ディレクターの須藤晃と共同で制作された。
2013年7月24日にソニー・ミュージックダイレクトからダウンロード配信された。

## 収録曲
| 全作詞・作曲: 橘いずみ、全編曲: 橘いずみ & 須藤晃。 |                      |          |            |      |
| #                                                   | タイトル             | 作詞     | 作曲・編曲 | 時間 |
| 1.                                                  | 「1982年の缶コーラ」 | 橘いずみ | 橘いずみ   | 5:20 |
| 2.                                                  | 「可愛い女」         | 橘いずみ | 橘いずみ   | 4:58 |
| 3.                                                  | 「ピストル」         | 橘いずみ | 橘いずみ   | 4:25 |
| 4.                                                  | 「ゼッケン5」        | 橘いずみ | 橘いずみ   | 4:46 |
| 5.                                                  | 「太陽」             | 橘いずみ | 橘いずみ   | 6:00 |
| 6.                                                  | 「バニラ」           | 橘いずみ | 橘いずみ   | 3:38 |
| 7.                                                  | 「ハムレット」       | 橘いずみ | 橘いずみ   | 4:13 |
| 8.                                                  | 「ひとでなし」       | 橘いずみ | 橘いずみ   | 5:21 |
| 9.                                                  | 「サルの歌」         | 橘いずみ | 橘いずみ   | 4:21 |
| 10.                                                 | 「空になりたい」     | 橘いずみ | 橘いずみ   | 4:18 |
| 合計時間:                                           | 合計時間:            | 47:14    |            |      |

## 楽曲解説
1. 1982年の缶コーラ
2. 可愛い女
3. ピストル
4. ゼッケン5
5. 太陽
6. バニラ
4thシングル。次の曲への曲間はシングルとは異なり、無音部分がカットされ、メドレーのような聞き心地となっている。
7. ハムレット
4thシングルのC/W曲。
8. ひとでなし
9. サルの歌
5thシングル。
10. 空になりたい

## ミュージシャン
All Played by 橘いずみ & 須藤晃
- 橘いずみ
- 須藤晃